# 1509

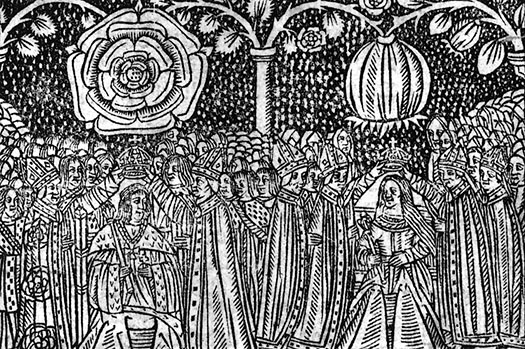
kroning van Hendrik VIII en Catharina van Aragon

Het jaar 1509 is het 9e jaar in de 16e eeuw volgens de christelijke jaartelling.

## Gebeurtenissen
februari
- 2 - De gouverneur van Portugees Indië, Francisco de Almeida verslaat in de Zeeslag bij Diu een gecombineerde vloot van Mammelukken, Osmanen en de Samorijn van Calicut. Portugal wordt de heersende zeemacht in de Indische Oceaan. Zie ook: Portugees-Turkse Oorlog

mei
- 14 - Slag bij Agnadello. Lodewijk XII verslaat de republiek Venetië, en bezorgt daarmee de Liga van Kamerijk de overwinning in de Oorlog van de Liga van Kamerijk.

juni
- 11 - Hendrik VIII van Engeland trouwt met Catharina van Aragon.
- 24 - Hendrik VIII wordt gekroond tot koning van Engeland.

juli
- 17 - De Venetianen heroveren Padua, dat de Fransen gedurende de nasleep van de Slag bij Agnadello hebben ingenomen.

augustus
- augustus - Alexander II van Imeretië valt Kartlië binnen.

september
- 14 - Een zware aardbeving treft Constantinopel.
- 15 tot 30 - Beleg van Padua: Keizer Maximiliaan I belegert vergeefs het Venetiaanse leger in Padua.
- 25 - Huwelijk van Francesco Maria della Rovere en Eleonora Gonzaga
- 26 - Tweede Cosmas- en Damianusvloed. Overstromingen in Zeeland, Holland en Groningen.

december
- 24 - Met de ondertekening van een akte komt er officieel een einde aan de Hoekse en Kabeljauwse Twisten.

zonder datum
- de Spanjaarden veroveren Oran.
- Eerste Portugese expeditie naar het schiereiland Malakka.
- Begin van de Spaanse kolonisatie van Jamaica.
- Sebastian Cabot keert terug van een ontdekkingsreis op zoek naar de Noordwestelijke Doorvaart.
- Huwelijk van Karel IV van Alençon en Margaretha van Valois.

## Beeldende kunst

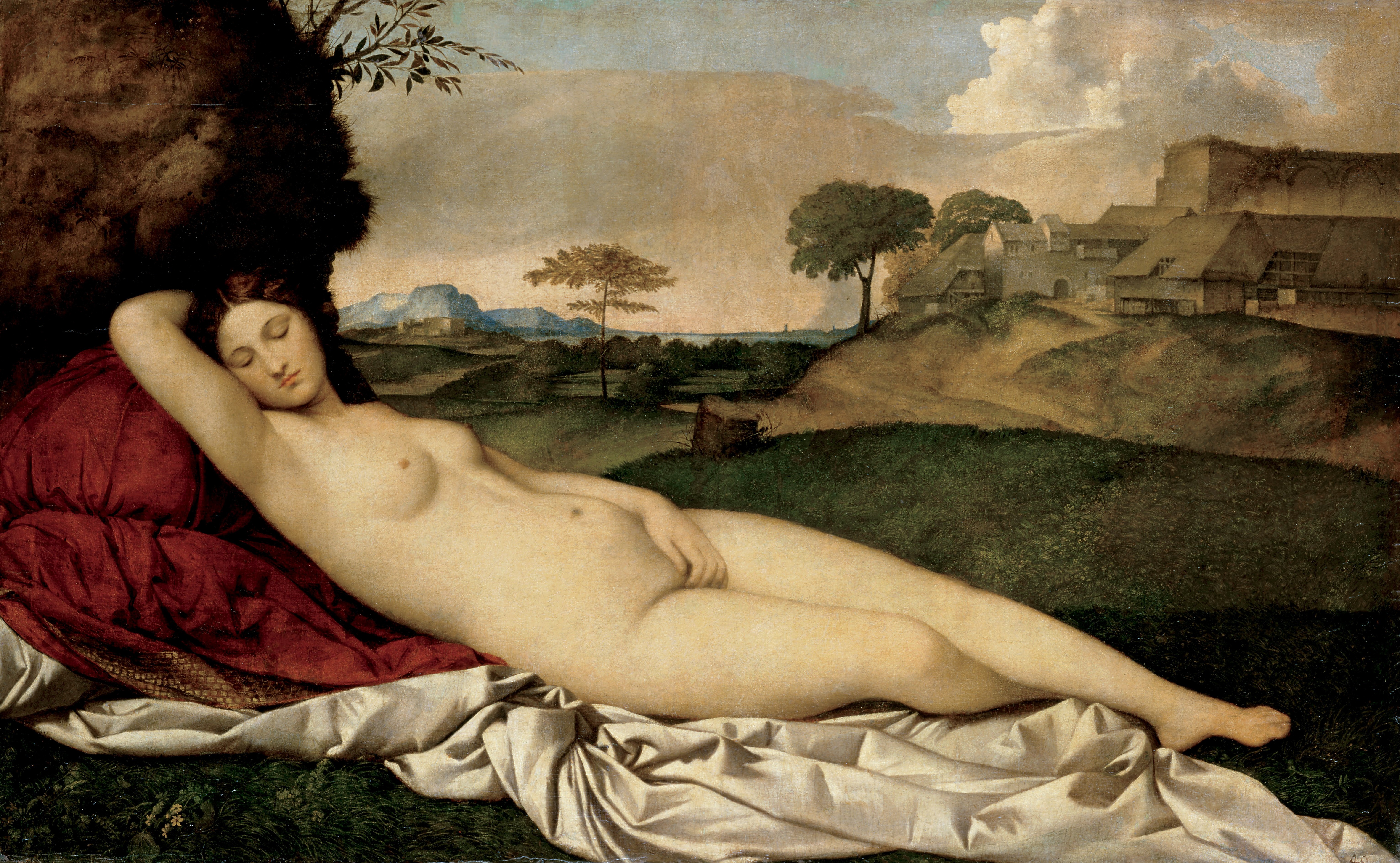
Giorgione: Slapende Venus
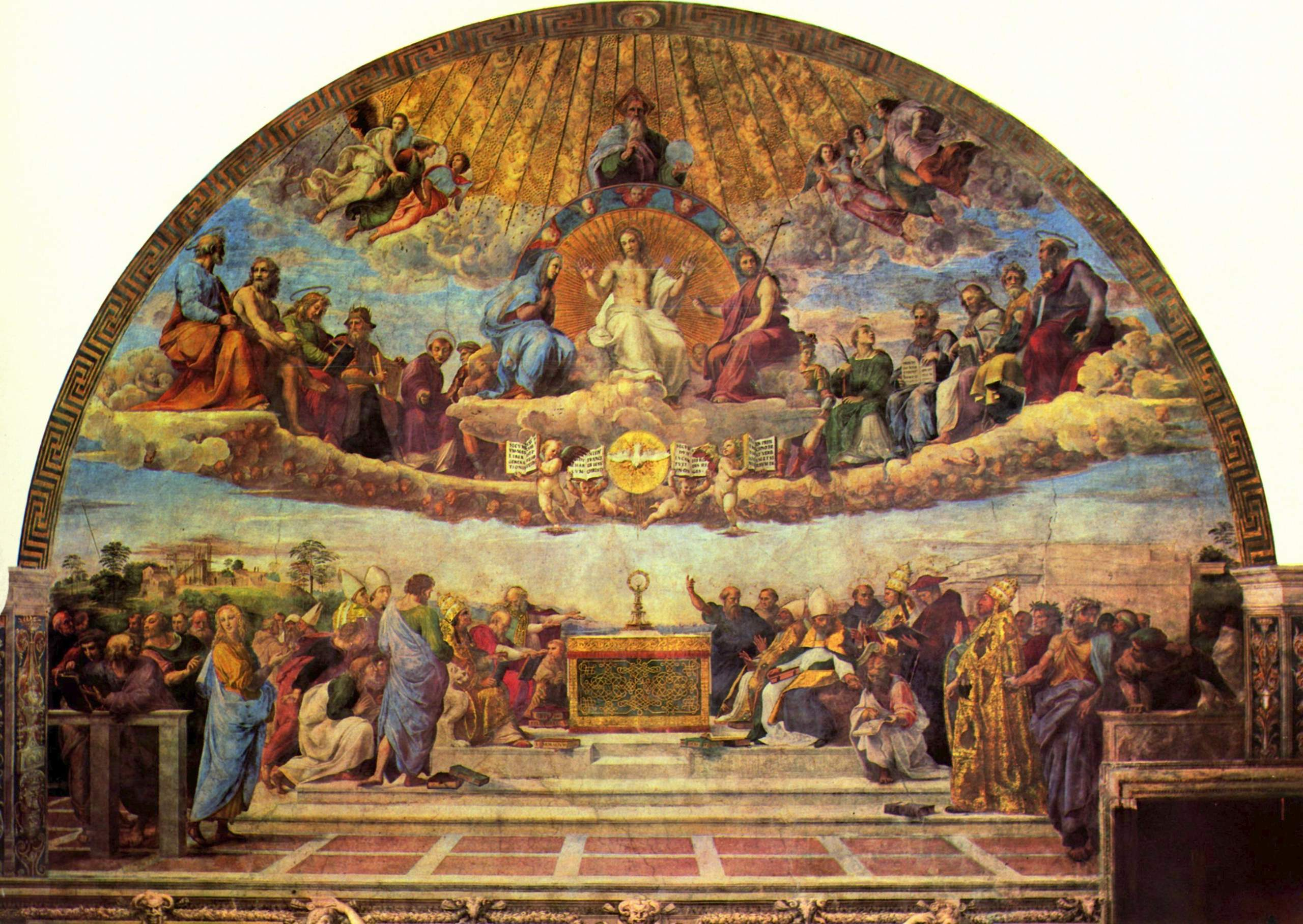
Rafaël: Dispuut over het Heilige Sacrament
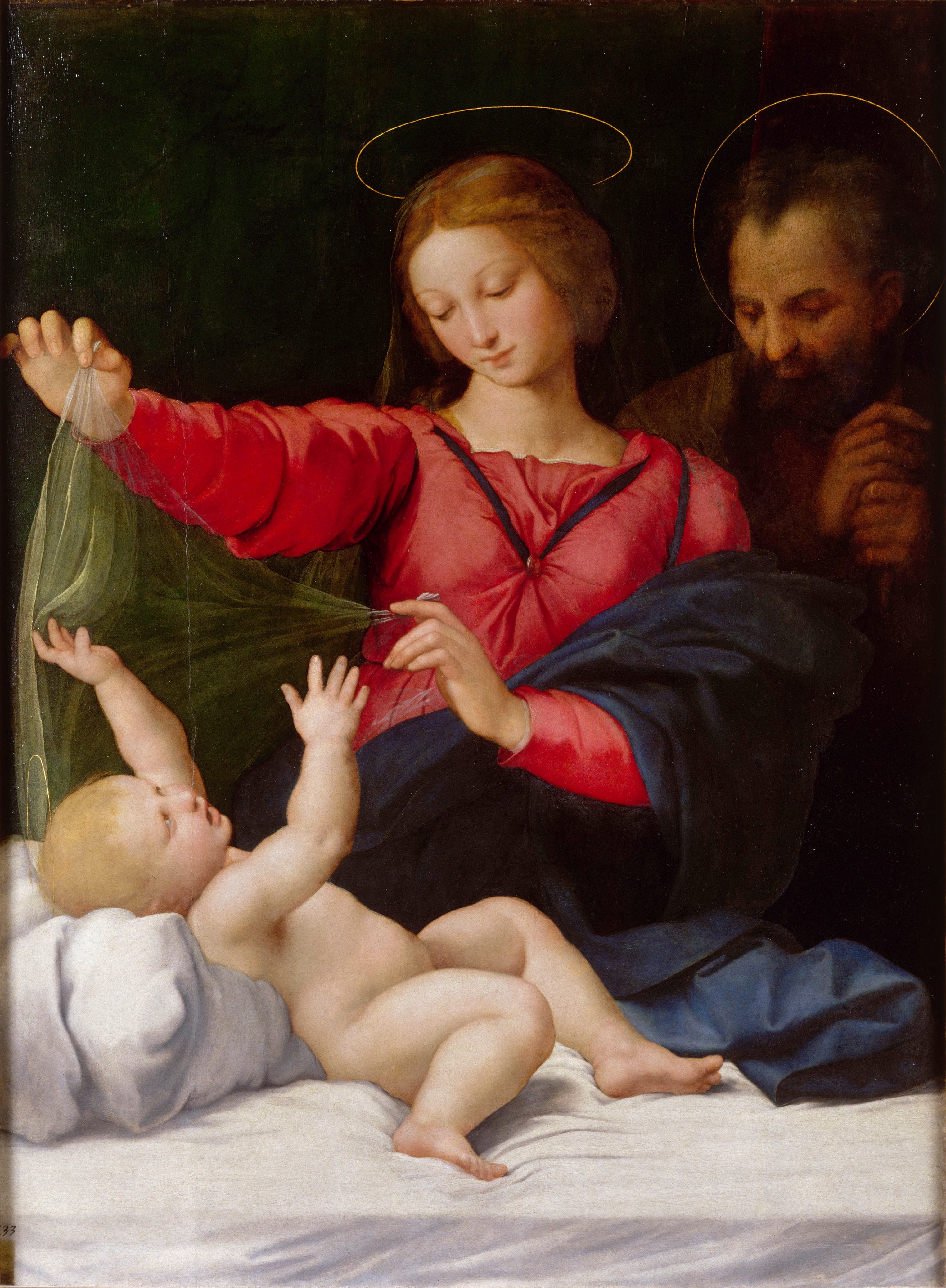
Rafaël: Madonna van Loreto
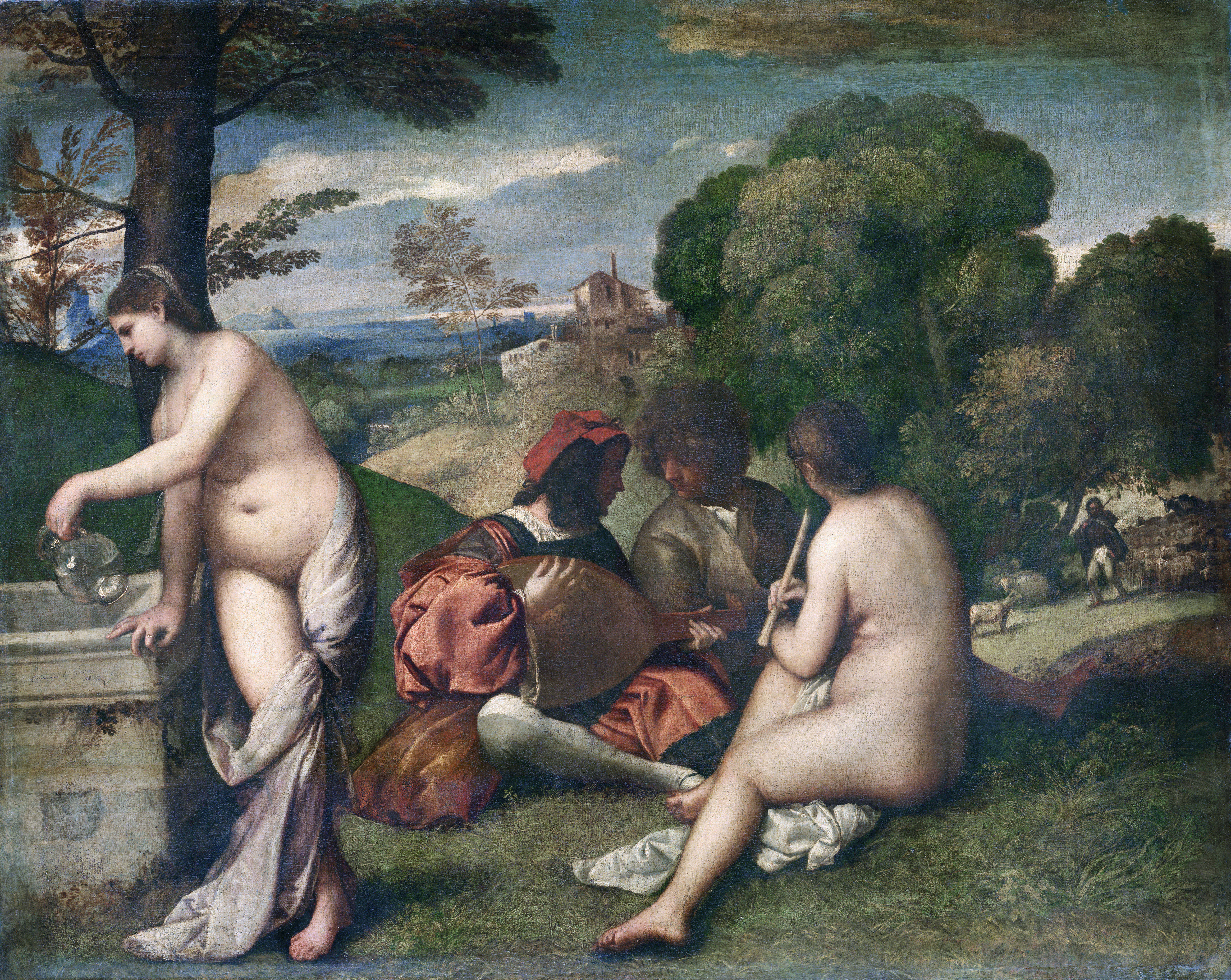
Titiaan: Le Concert champêtre
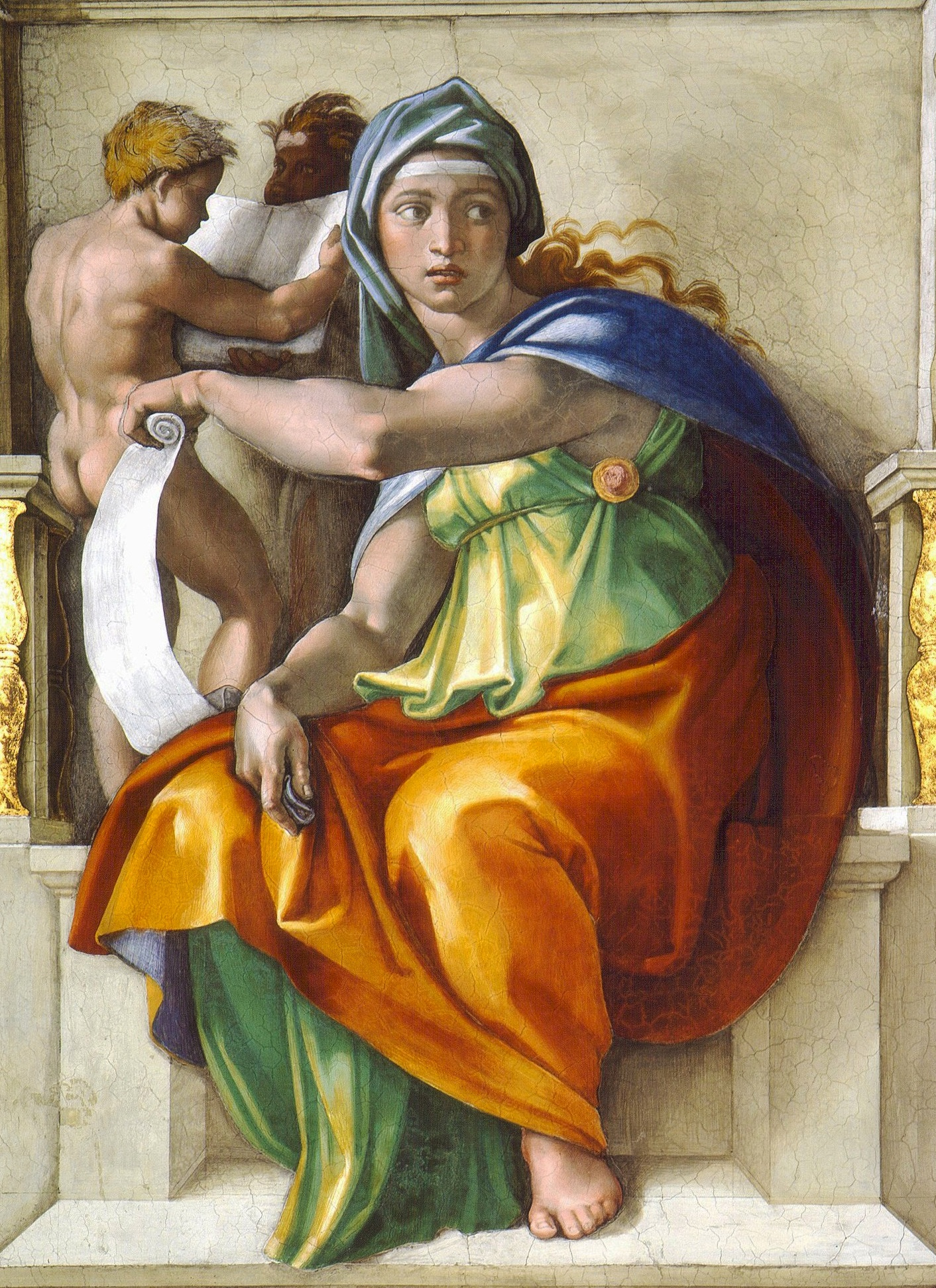
Michelangelo: Sibila Délfica
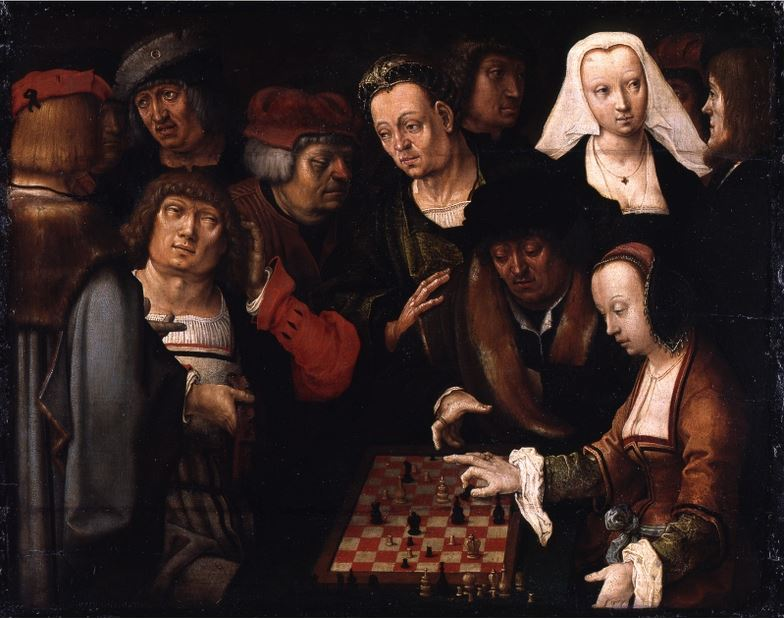
Lucas van Leyden: De schaakpartij
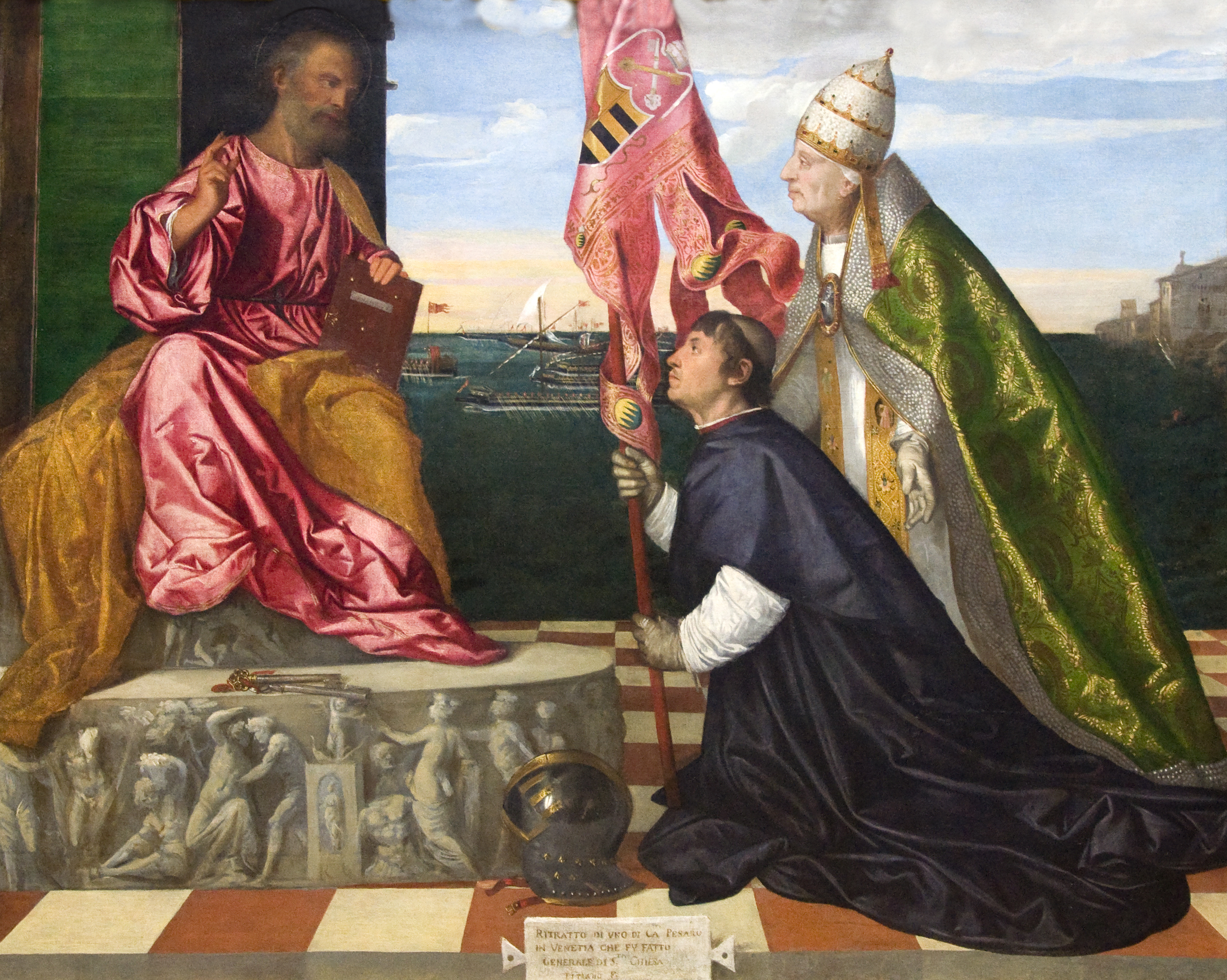
Titiaan: Jacopo Pesaro, bisschop van Paphos, door paus Alexander VI Borgia voorgesteld aan de heilige Petrus

## Opvolging
- patriarch van Antiochië (Syrisch) - Ignatius Nuh opgevolgd door Ignatius Yeshu I
- Generalitat de Catalunya - Lluís Desplà i d'Oms opgevolgd door Jordi Sanç
- Engeland - Hendrik VII opgevolgd door zijn zoon Hendrik VIII
- Hessen - Willem II opgevolgd door zijn zoon Filips I onder regentschap van diens moeder Anna van Mecklenburg-Schwerin
- onderkoning van Indië - Francisco de Almeida opgevolgd door Afonso de Albuquerque
- Napels (onderkoning) - Johan van Ribagorça opgevolgd door Ramón Folch van Cardona
- Nassau-Idstein - Filips opgevolgd door zijn broer Adolf III van Nassau-Wiesbaden
- Palts-Simmern - Johan I opgevolgd door zijn zoon Johan II
- Sicilië (onderkoning) - Ramón Folch van Cardona opgevolgd door Hugo de Moncada
- Vietnam - Uy Mục Đế opgevolgd door Tương Dực Đế

## Afbeeldingen

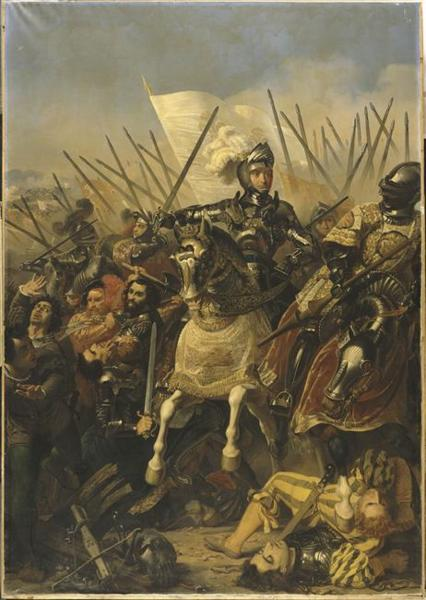
Slag bij Agnadello
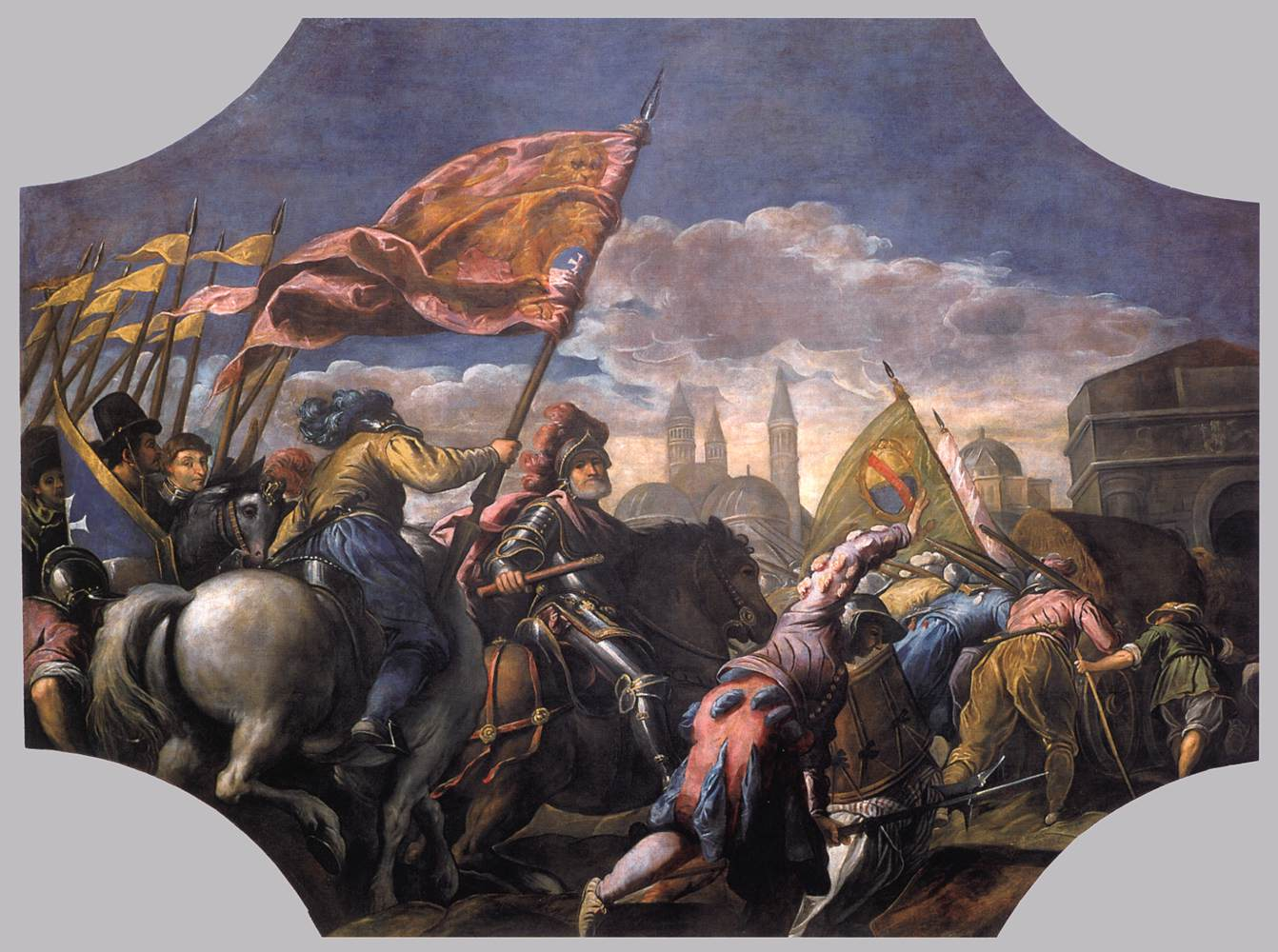
De Venetianen verdedigen Padua
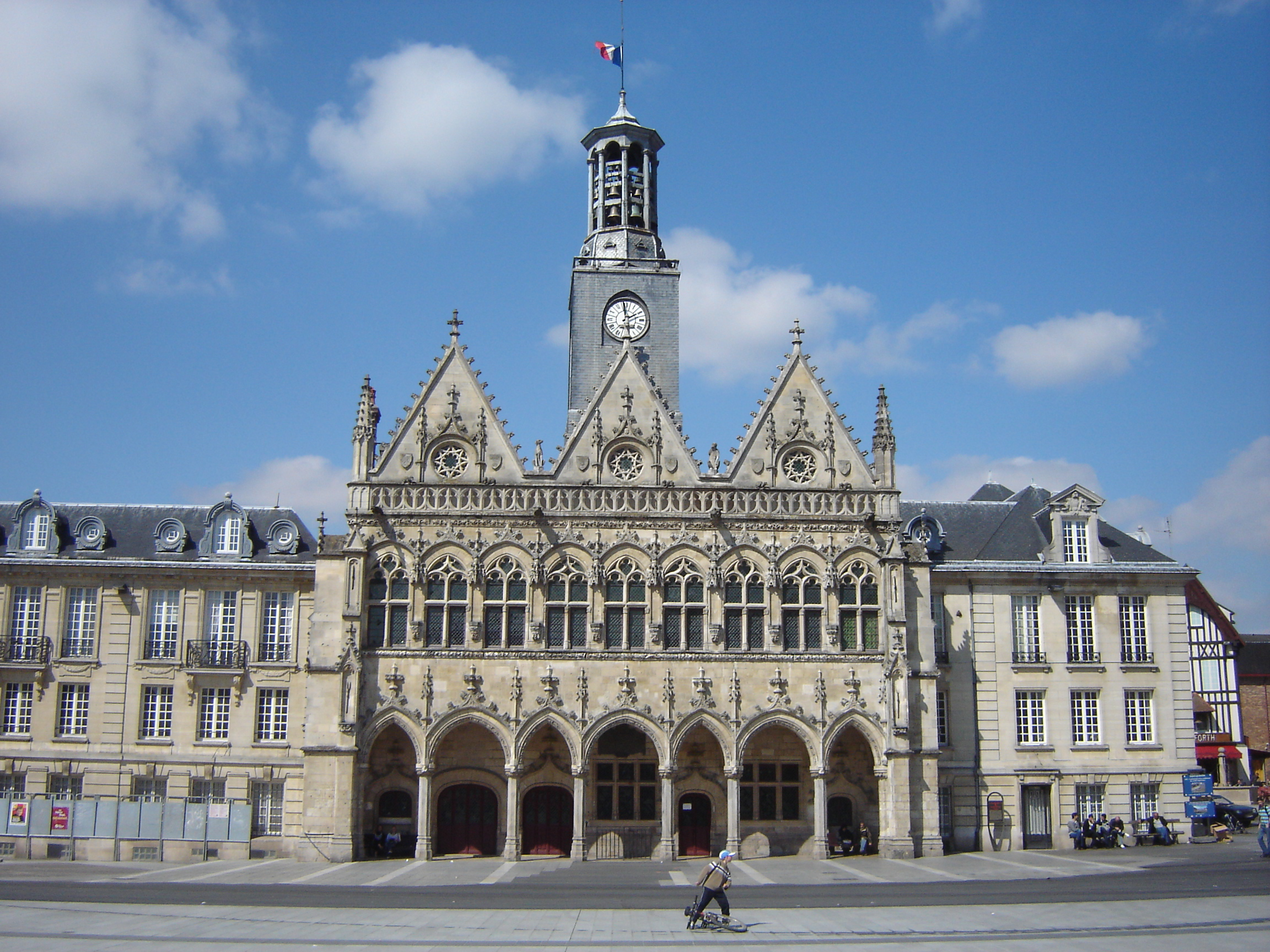
Stadhuis van Saint-Quentin
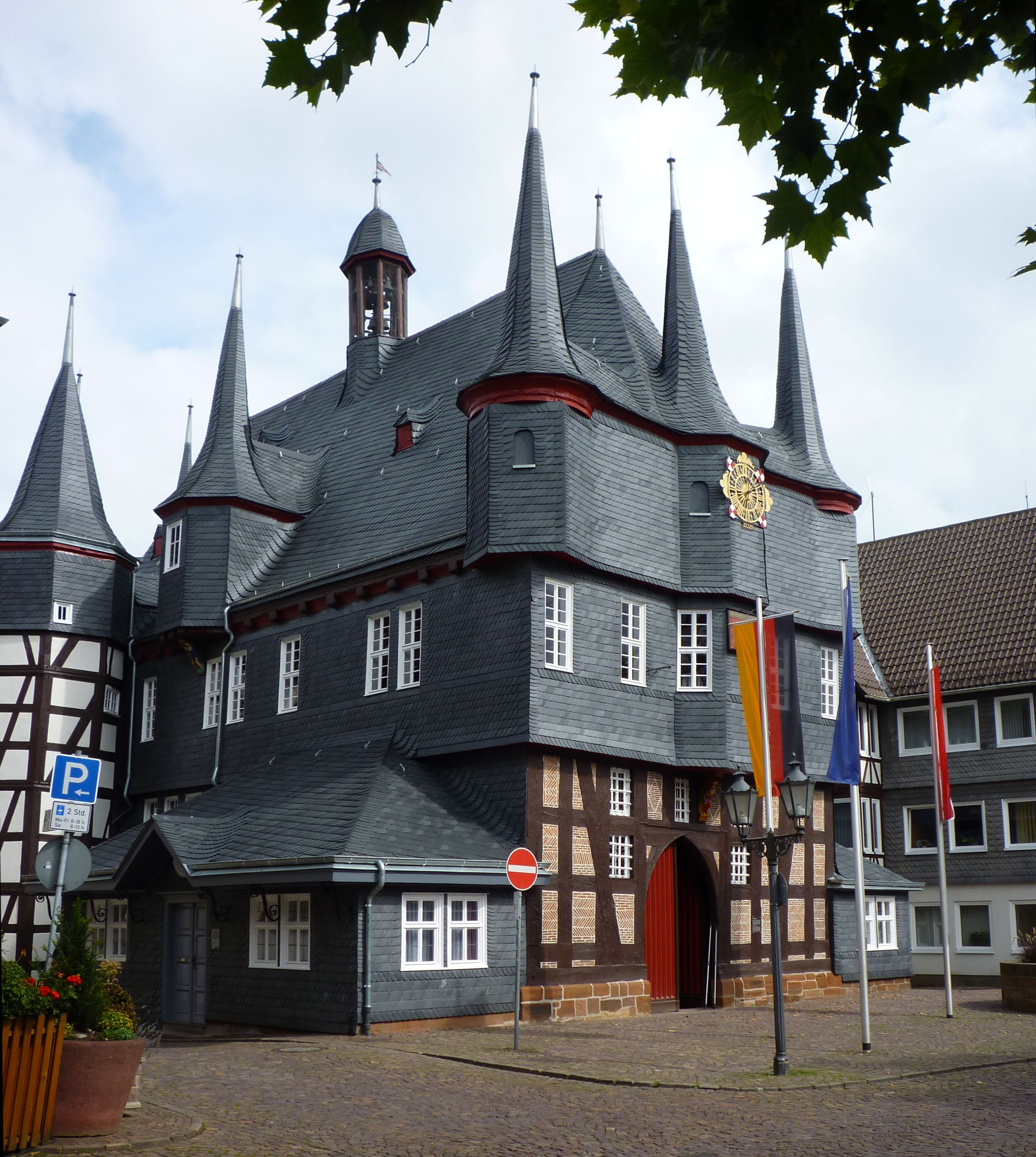
Gemeentehuis van Frankenberg

## Geboren
- 27 maart - Wolraad II van Waldeck-Eisenberg, Duits edelman
- 23 april - Alfons van Portugal, Portugees prins en kardinaal
- 10 juli - Johannes Calvijn (Jean Cauvin), Frans-Zwitsers kerkhervormer
- 25 juli - Filips II van Nassau-Saarbrücken, Duits edelman
- 7 augustus - Joachim van Anhalt, Duits edelman
- 25 augustus - Ippolito II d'Este, Italiaans kardinaal
- 8 september - Hadrianus Marius, Nederlands dichter
- 20 oktober - Arthur, kroonprins van Schotland
- Anneke Esaiasdochter, Noord-Nederlands wederdoopster
- Gonzalo Jiménez de Quesada, Spaans conquistador
- Gerard de Jode, Nederlands cartograaf
- Kamran Mirza, prins van het Mogolrijk
- Jan van Leiden, Noord-Nederlands wederdopersleider
- Jan Massijs, Zuid-Nederlands schilder
- Cornelis van Mierop, Nederlands geestelijke
- Antoon van Tassis, Oostenrijks postmeester
- Bernardino Telesio, Italiaans filosoof en wetenschapper
- Daniele da Volterra, Italiaans schilder
- Niccolò dell'Abbate, Italiaans schilder (jaartal bij benadering)
- Livio Agresti, Italiaans schilder (jaartal bij benadering)
- Maximiliaan van Egmont, Noord-Nederlands edelman (jaartal bij benadering)

## Overleden
- 27 januari - Johan I van Palts-Simmern (49), Duits edelman
- 21 april - Hendrik VII (52), koning van Engeland (1485-1509)
- 25 april - George II van Anhalt (~54), Duits edelman
- 28 mei - Catherina Sforza (~45), Italiaans edelvrouw
- 16 juni - Filips van Nassau-Idstein (59), Duits edelman
- 29 juni - Margaret Beaufort (66?), Engels edelvrouw, moeder van Hendrik VII
- 11 juli - Willem II (40), landgraaf van Hessen
- 5 oktober - Johannes van Eindhoven (~69), Zuid-Nederlands geestelijke
- 15 november - Nicolaas le Ruistre (~67), Nederlands prelaat
- 3 december - Hendrik van Diependaele, Zuid-Nederlands glazenier
- Otto Back van Asten, Zuid-Nederlands edelman
- Cornelis van Bergen (~51), Zuid-Nederlands militair
- Margaretha van Brandenburg (~56), Duits abdis
- Edward Courtenay, Engels edelman
- Hiëronymus Lauweryn, Noord-Nederlands edelman
- João da Nova, Portugees ontdekkingsreiziger
- Bernt Notke, Duits schilder (vermoedelijke jaartal)